# Gran Premio di superbike di Phillip Island 2006
Il Gran Premio di superbike di Phillip Island 2006 è stato la seconda prova su dodici del campionato mondiale Superbike 2006, disputato il 5 marzo sul circuito di Phillip Island, in gara 1 ha visto la vittoria di Troy Corser davanti a Alex Barros e James Toseland, la gara 2 è stata vinta da Troy Bayliss che ha preceduto James Toseland e Alex Barros.
La vittoria nella gara valevole per il campionato mondiale Supersport 2006 è stata ottenuta da Sébastien Charpentier.

## Risultati

### Gara 1

#### Arrivati al traguardo[4]
| Pos. | Nº  | Pilota              | Squadra                     | Motocicletta       | Giri | Tempo     | Griglia | Punti |
| ---- | --- | ------------------- | --------------------------- | ------------------ | ---- | --------- | ------- | ----- |
| 1º   | 1   | Troy Corser         | Alstare Suzuki Corona Extra | Suzuki GSXR1000 K6 | 22   | 34:33.545 | 2º      | 25    |
| 2º   | 4   | Alex Barros         | Klaffi Honda                | Honda CBR 1000RR   | 22   | +0:00.450 | 5º      | 20    |
| 3º   | 52  | James Toseland      | Winston Ten Kate Honda      | Honda CBR 1000RR   | 22   | +0:07.974 | 3º      | 16    |
| 4º   | 41  | Noriyuki Haga       | Yamaha Motor Italia WSB     | Yamaha YZF R1      | 22   | +0:15.121 | 8º      | 13    |
| 5º   | 44  | Roberto Rolfo       | Ducati SC - Caracchi        | Ducati 999 F05     | 22   | +0:16.292 | 15º     | 11    |
| 6º   | 21  | Troy Bayliss        | Ducati Xerox                | Ducati 999 F06     | 22   | +0:17.120 | 1º      | 10    |
| 7º   | 11  | Rubén Xaus          | Sterilgarda - Berik         | Ducati 999 F05     | 22   | +0:17.192 | 22º     | 9     |
| 8º   | 10  | Fonsi Nieto         | PSG-1 Kawasaki Corse 2      | Kawasaki ZX10R     | 22   | +0:22.457 | 13º     | 8     |
| 9º   | 88  | Andrew Pitt         | Yamaha Motor Italia WSB     | Yamaha YZF R1      | 22   | +0:22.490 | 7º      | 7     |
| 10º  | 9   | Chris Walker        | PSG-1 Kawasaki Corse        | Kawasaki ZX10R     | 22   | +0:23.176 | 10º     | 6     |
| 11º  | 57  | Lorenzo Lanzi       | Ducati Xerox                | Ducati 999 F06     | 22   | +0:28.347 | 9º      | 5     |
| 12º  | 71  | Yukio Kagayama      | Alstare Suzuki Corona Extra | Suzuki GSXR1000 K6 | 22   | +0:28.413 | 12º     | 4     |
| 13º  | 55  | Régis Laconi        | PSG-1 Kawasaki Corse        | Kawasaki ZX10R     | 22   | +0:28.833 | 14º     | 3     |
| 14º  | 99  | Steve Martin        | Foggy Petronas Racing       | Petronas FP1       | 22   | +0:28.977 | 4º      | 2     |
| 15º  | 84  | Michel Fabrizio     | D.F.X. Treme                | Honda CBR 1000RR   | 22   | +0:29.122 | 20º     | 1     |
| 16º  | 7   | Pierfrancesco Chili | D.F.X. Treme                | Honda CBR 1000RR   | 22   | +0:30.825 | 11º     |       |
| 17º  | 3   | Norifumi Abe        | Yamaha Motor France-Ipone   | Yamaha YZF R1      | 22   | +0:30.955 | 17º     |       |
| 18º  | 76  | Max Neukirchner     | Team Pedercini              | Ducati 999 RS      | 22   | +0:35.417 | 19º     |       |
| 19º  | 8   | Ivan Clementi       | Team Pedercini              | Ducati 999 RS      | 22   | +0:46.919 | 16º     |       |
| 20º  | 116 | Franco Battaini     | Kawasaki Bertocchi          | Kawasaki ZX10R     | 22   | +1:08.373 | 25º     |       |

#### Ritirati
| Nº | Pilota             | Squadra                   | Motocicletta       | Giri | Griglia |
| -- | ------------------ | ------------------------- | ------------------ | ---- | ------- |
| 38 | Shin'ichi Nakatomi | Yamaha Motor France-Ipone | Yamaha YZF R1      | 16   | 24º     |
| 31 | Karl Muggeridge    | Winston Ten Kate Honda    | Honda CBR 1000RR   | 15   | 6º      |
| 15 | Fabien Foret       | Alstare Eng. Corona Extra | Suzuki GSXR1000 K6 | 12   | 18º     |
| 18 | Craig Jones        | Foggy Petronas Racing     | Petronas FP1       | 10   | 26º     |
| 13 | Vittorio Iannuzzo  | Celani Team Suzuki Italia | Suzuki GSXR1000 K6 | 9    | 28º     |
| 20 | Marco Borciani     | Sterilgarda - Berik       | Ducati 999 F05     | 8    | 23º     |
| 16 | Sébastien Gimbert  | Yamaha Motor France-Ipone | Yamaha YZF R1      | 4    | 21º     |
| 19 | Lucio Pedercini    | Team Pedercini            | Ducati 999 RS      | 3    | 27º     |

### Gara 2

#### Arrivati al traguardo[5]
| Pos. | Nº  | Pilota              | Squadra                     | Motocicletta       | Giri | Tempo     | Griglia | Punti |
| ---- | --- | ------------------- | --------------------------- | ------------------ | ---- | --------- | ------- | ----- |
| 1º   | 21  | Troy Bayliss        | Ducati Xerox                | Ducati 999 F06     | 22   | 34:33.803 | 1º      | 25    |
| 2º   | 52  | James Toseland      | Winston Ten Kate Honda      | Honda CBR 1000RR   | 22   | +0:05.528 | 3º      | 20    |
| 3º   | 4   | Alex Barros         | Klaffi Honda                | Honda CBR 1000RR   | 22   | +0:14.312 | 5º      | 16    |
| 4º   | 41  | Noriyuki Haga       | Yamaha Motor Italia WSB     | Yamaha YZF R1      | 22   | +0:16.208 | 8º      | 13    |
| 5º   | 88  | Andrew Pitt         | Yamaha Motor Italia WSB     | Yamaha YZF R1      | 22   | +0:17.656 | 7º      | 11    |
| 6º   | 71  | Yukio Kagayama      | Alstare Suzuki Corona Extra | Suzuki GSXR1000 K6 | 22   | +0:20.832 | 12º     | 10    |
| 7º   | 44  | Roberto Rolfo       | Ducati SC - Caracchi        | Ducati 999 F05     | 22   | +0:21.130 | 15º     | 9     |
| 8º   | 11  | Rubén Xaus          | Sterilgarda - Berik         | Ducati 999 F05     | 22   | +0:25.224 | 22º     | 8     |
| 9º   | 10  | Fonsi Nieto         | PSG-1 Kawasaki Corse        | Kawasaki ZX10R     | 22   | +0:25.638 | 13º     | 7     |
| 10º  | 9   | Chris Walker        | PSG-1 Kawasaki Corse        | Kawasaki ZX10R     | 22   | +0:26.007 | 10º     | 6     |
| 11º  | 84  | Michel Fabrizio     | D.F.X. Treme                | Honda CBR 1000RR   | 22   | +0:32.867 | 20º     | 5     |
| 12º  | 3   | Norifumi Abe        | Yamaha Motor France-Ipone   | Yamaha YZF R1      | 22   | +0:33.171 | 17º     | 4     |
| 13º  | 76  | Max Neukirchner     | Team Pedercini              | Ducati 999 RS      | 22   | +0:33.211 | 19º     | 3     |
| 14º  | 7   | Pierfrancesco Chili | D.F.X. Treme                | Honda CBR 1000RR   | 22   | +0:34.314 | 11º     | 2     |
| 15º  | 99  | Steve Martin        | Foggy Petronas Racing       | Petronas FP1       | 22   | +0:34.467 | 4º      | 1     |
| 16º  | 55  | Régis Laconi        | PSG-1 Kawasaki Corse        | Kawasaki ZX10R     | 22   | +0:35.549 | 14º     |       |
| 17º  | 8   | Ivan Clementi       | Team Pedercini              | Ducati 999 RS      | 22   | +0:35.976 | 16º     |       |
| 18º  | 15  | Fabien Foret        | Alstare Eng. Corona Extra   | Suzuki GSXR1000 K6 | 22   | +0:49.037 | 18º     |       |
| 19º  | 38  | Shin'ichi Nakatomi  | Yamaha Motor France-Ipone   | Yamaha YZF R1      | 22   | +0:49.120 | 24º     |       |
| 20º  | 16  | Sébastien Gimbert   | Yamaha Motor France-Ipone   | Yamaha YZF R1      | 22   | +0:49.214 | 21º     |       |
| 21º  | 18  | Craig Jones         | Foggy Petronas Racing       | Petronas FP1       | 22   | +1:20.378 | 26º     |       |
| 22º  | 116 | Franco Battaini     | Kawasaki Bertocchi          | Kawasaki ZX10R     | 22   | +1:22.805 | 25º     |       |

#### Ritirati
| Nº | Pilota            | Squadra                     | Motocicletta       | Giri | Griglia |
| -- | ----------------- | --------------------------- | ------------------ | ---- | ------- |
| 31 | Karl Muggeridge   | Winston Ten Kate Honda      | Honda CBR 1000RR   | 9    | 6º      |
| 57 | Lorenzo Lanzi     | Ducati Xerox                | Ducati 999 F06     | 9    | 9º      |
| 20 | Marco Borciani    | Sterilgarda - Berik         | Ducati 999 F05     | 9    | 23º     |
| 13 | Vittorio Iannuzzo | Celani Team Suzuki Italia   | Suzuki GSXR1000 K6 | 6    | 28º     |
| 19 | Lucio Pedercini   | Team Pedercini              | Ducati 999 RS      | 4    | 27º     |
| 1  | Troy Corser       | Alstare Suzuki Corona Extra | Suzuki GSXR1000 K6 | 3    | 2º      |

### Supersport

#### Arrivati al traguardo[3]
| Pos. | Nº  | Pilota                | Squadra                     | Motocicletta    | Giri | Tempo     | Griglia | Punti |
| ---- | --- | --------------------- | --------------------------- | --------------- | ---- | --------- | ------- | ----- |
| 1º   | 16  | Sébastien Charpentier | Winston Ten Kate Honda      | Honda CBR 600RR | 21   | 34:01.822 | 1º      | 25    |
| 2º   | 11  | Kevin Curtain         | Yamaha Motor Germany        | Yamaha YZF R6   | 21   | '+1.361   | 2º      | 20    |
| 3º   | 23  | Broc Parkes           | Yamaha Motor Germany        | Yamaha YZF R6   | 21   | '+7.796   | 3º      | 16    |
| 4º   | 32  | Yoann Tiberio         | Megabike Honda              | Honda CBR 600RR | 21   | + 16.788  | 8º      | 13    |
| 5º   | 127 | Robbin Harms          | Stiggy Motorsports          | Honda CBR 600RR | 21   | + 16.798  | 4º      | 11    |
| 6º   | 75  | Joshua Brookes        | Ducati SC - Caracchi        | Ducati 749 R    | 21   | + 21.250  | 13º     | 10    |
| 7º   | 116 | Johan Stigefelt       | Dark Dog Stiggy Motorsports | Honda CBR 600RR | 21   | + 21.344  | 10º     | 9     |
| 8º   | 19  | Dean Thomas           | Gil Motor Sport             | Kawasaki ZX6RR  | 21   | + 26.309  | 14º     | 8     |
| 9º   | 73  | Christian Zaiser      | LBR Ducati Racing           | Ducati 749 R    | 21   | + 26.473  | 5º      | 7     |
| 10º  | 55  | Massimo Roccoli       | Yamaha Team Italia          | Yamaha YZF R6   | 21   | + 26.515  | 21º     | 6     |
| 11º  | 145 | Sébastien Le Grelle   | Legrelle - Honda Belgium    | Honda CBR 600RR | 21   | + 29.839  | 18º     | 5     |
| 12º  | 6   | Mauro Sanchini        | RG Team                     | Yamaha YZF R6   | 21   | + 34.988  | 16º     | 4     |
| 13º  | 45  | Gianluca Vizziello    | Yamaha Team Italia          | Yamaha YZF R6   | 21   | + 36.328  | 24º     | 3     |
| 14º  | 34  | Didier Van Keymeulen  | Bikersdays Yamaha Moto 1    | Yamaha YZF R6   | 21   | + 37.402  | 19º     | 2     |
| 15º  | 12  | Javier Forés          | SLM Racing                  | Yamaha YZF R6   | 21   | + 38.574  | 17º     | 1     |
| 16º  | 37  | William De Angelis    | Intermoto Czech Klaffi      | Honda CBR 600RR | 21   | + 48.703  | 22º     |       |
| 17º  | 38  | Grégory Leblanc       | Vazy Racing                 | Honda CBR 600RR | 21   | + 49.793  | 23º     |       |
| 18º  | 27  | Tom Tunstall          | Hardinge Ice Valley M.      | Honda CBR 600RR | 21   | + 59.051  | 26º     |       |
| 19º  | 60  | Vladimir Ivanov       | Vector Racing               | Yamaha YZF R6   | 21   | +1:15.849 | 27º     |       |
| 20º  | 21  | Chris Peris           | Bikersdays Yamaha Moto 1    | Yamaha YZF R6   | 21   | +1:23.477 | 25º     |       |
| 21º  | 68  | David Forner García   | Tati Team Beaujolais Racing | Yamaha YZF R6   | 21   | +1:29.998 | 30º     |       |

#### Ritirati
| Nº | Pilota             | Squadra                     | Motocicletta    | Giri | Griglia |
| -- | ------------------ | --------------------------- | --------------- | ---- | ------- |
| 77 | Barry Veneman      | Hoegee Suzuki               | Suzuki GSX 600R | 18   | 11º     |
| 58 | Tomáš Mikšovský    | Intermoto Czech Klaffi      | Honda CBR 600RR | 12   | 28º     |
| 5  | Alessio Velini     | Umbria Bike                 | Yamaha YZF R6   | 12   | 31º     |
| 54 | Kenan Sofuoğlu     | Winston Ten Kate Honda      | Honda CBR 600RR | 11   | 6º      |
| 49 | Anthony Gobert     | Yamaha - GMT 94             | Yamaha YZF R6   | 11   | 7º      |
| 57 | Luka Nedog         | Ducati SC - Caracchi        | Ducati 749 R    | 11   | 32º     |
| 25 | Tatu Lauslehto     | Dark Dog Stiggy Motorsports | Honda CBR 600RR | 7    | 12º     |
| 8  | Maxime Berger      | Gil Motor Sport             | Kawasaki ZX6RR  | 7    | 9º      |
| 69 | Gianluca Nannelli  | Kopron Edo Racing           | Yamaha YZF R6   | 5    | 20º     |
| 22 | Kai Børre Andersen | Hoegee Suzuki               | Suzuki GSX 600R | 0    | 15º     |
| 15 | Andrea Berta       | SLM Racing                  | Yamaha YZF R6   | 0    | 33º     |
| 88 | Julien Enjolras    | Tati Team Beaujolais Racing | Yamaha YZF R6   | 0    | 29º     |